# Tlamaya
Tlamaya (del náhuatl: Tla-Maya-N ‘Tierra de Mayates’) es una localidad mexicana, perteneciente al municipio de Metztitlán en el estado de Hidalgo.

## Toponimia
El nombre de "Tlamaya" viene derivado de las palabras en náhuatl: Tla-maya-n, el cual tiene el significado de: Tierra de Mayates; 'Tierra' proviene del topónimo Tlalli y 'Maya' proviene de la palabra 'Maya-n' a su vez del topónimo Mayatl.

## Geografía

### Ubicación
Se encuentra en la región de la Sierra Baja; a la localidad le corresponden las coordenadas geográficas 20° 30’ 25” de latitud norte y 98° 50’ 28” de longitud oeste, con una altitud de 1518 m s. n. m.
Para llegar a esta comunidad se necesita pasar por Fontezuelas, que está por detrás de Tlamaya. Más sin embargo los transportes no pueden bajar a la comunidad debido a la geografía del lugar, por lo cual cuenta con un estacionamiento local justo cerro arriba. Así mismo, Tlamaya se encuentra detrás de la localidad de El Palmar. Es llamativo por encontrarse posicionado arriba del río Amajac; justo a un lado de éste.

### Relieve e hidrografía
En cuanto a fisiografía se encuentra dentro de la Sierra Madre Oriental, posicionado entre cerros dentro de la subprovincia del Carso Huasteco; su terreno es de sierra, y cañón.  En lo que respecta a la hidrografía se encuentra posicionado en la región del Pánuco, dentro de la cuenca el río Moctezuma, y en la subcuenca del río Amajac.

### Clima
Cuenta con un clima seco semicálido.

### Ecología
Tlamaya está en una región montañosa y boscosa. Alberga una rica diversidad de flora y fauna, lo que la convierte en un lugar de especial interés para la conservación de la biodiversidad y el ecoturismo. 

#### Flora
La ubicación tanto de la Barranca de Metztitlán como el Cañón del Río Amajac en la parte centro del estado de Hidalgo, constituyen dos amplias y profundas depresiones entre la Sierra de Pachuca y la Sierra de Zacualtipán, además de que la localización a sotavento de la Sierra Madre Oriental influye mayoritariamente en sus condiciones de aridez, debido al efecto de sombra de lluvia que aquella ejerce; esta condición de aridez se ve localmente influenciada por las diferencias de altitud, pues los extremos varían desde los 1000 m hasta los 2000 m, lo que determina marcadas diferencias desde el punto de vista climático. El sustrato geológico juega un papel importante en la distribución de la vegetación, sobre todo de las comunidades presentes en las partes más secas, conjuntamente, la orientación determina la distribución de la vegetación.
En cuanto a la flora; una de los árboles más importantes que conforman la región entre Tlamaya y Fontezuelas son: 
- Zapote de Rata (Gochnatia hypoleuca)
- Rosa Morada (Casimiroa Pubescens)
- Tepozán (Lonchocarpus)
- Rosa Blanca (Vauquelina corymbosa)
- Palo Real (Montanoa Tomentosa)
- Palma de Sombrero (Brahea dulcis)
- árbol de Botella (Fouquieria fasciculata)

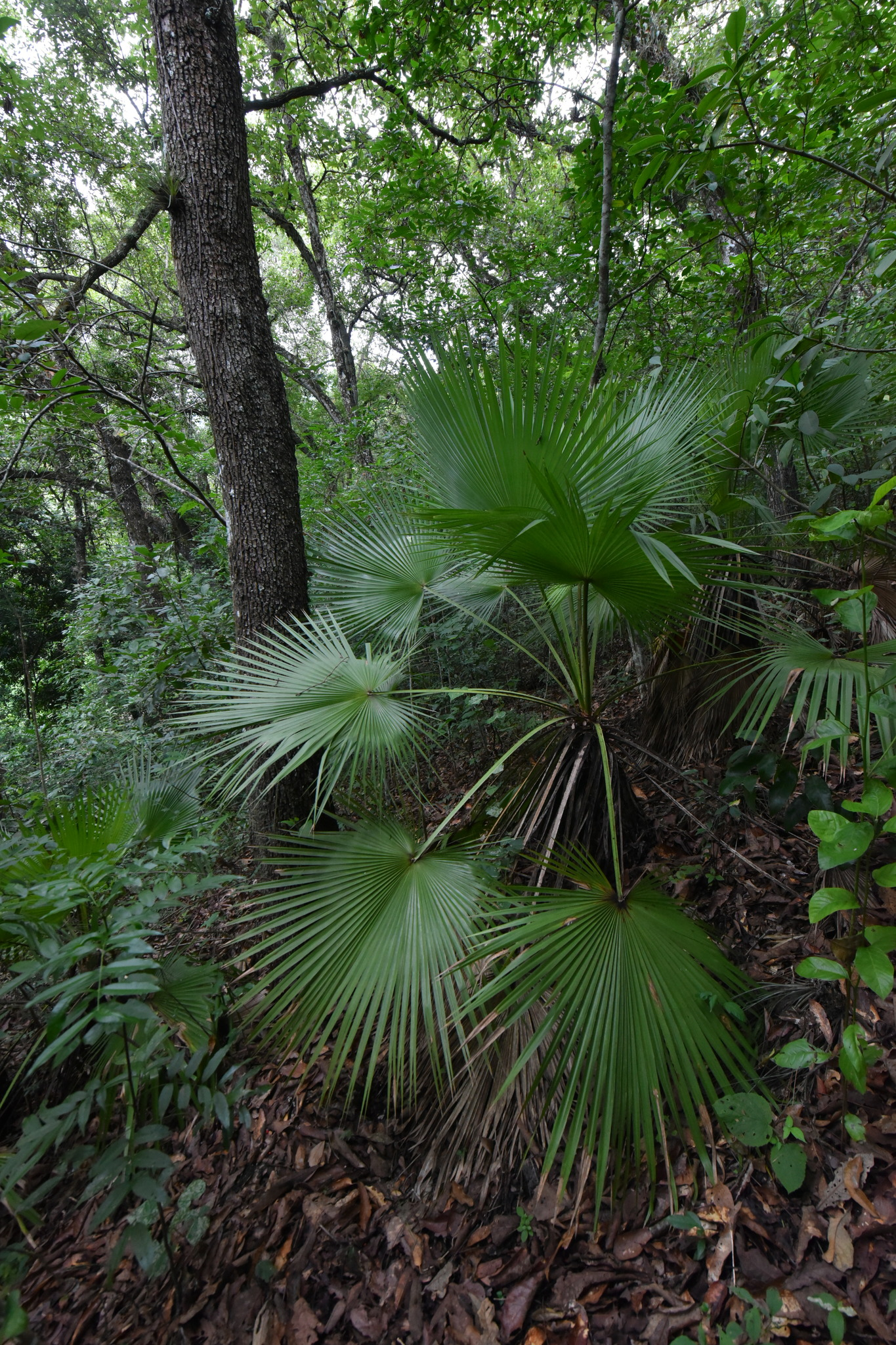
Palma de Sombrero, parte de la flora de Tlamaya.

En cuanto a los estratos herbáceos más importantes son:
- Flor de Colibrí (Salvia coccinea)
- Campanilla Morada (Ipomea purpurea)
- Verdolaga (Portulaca oleracea)
- Mammillaria (Mammillaria)
- Doradilla (Selaginella lepidophylla)
- Pasto Navajita (Bouteloa gracilis)
- Asiento de Suegra (Echinocactus)
- Quelite (Amaranthus hybridus)
- Pasto Pegajoso (Setaria adhaerens)
- Bugambilia (Bougainvillea spectabilis)

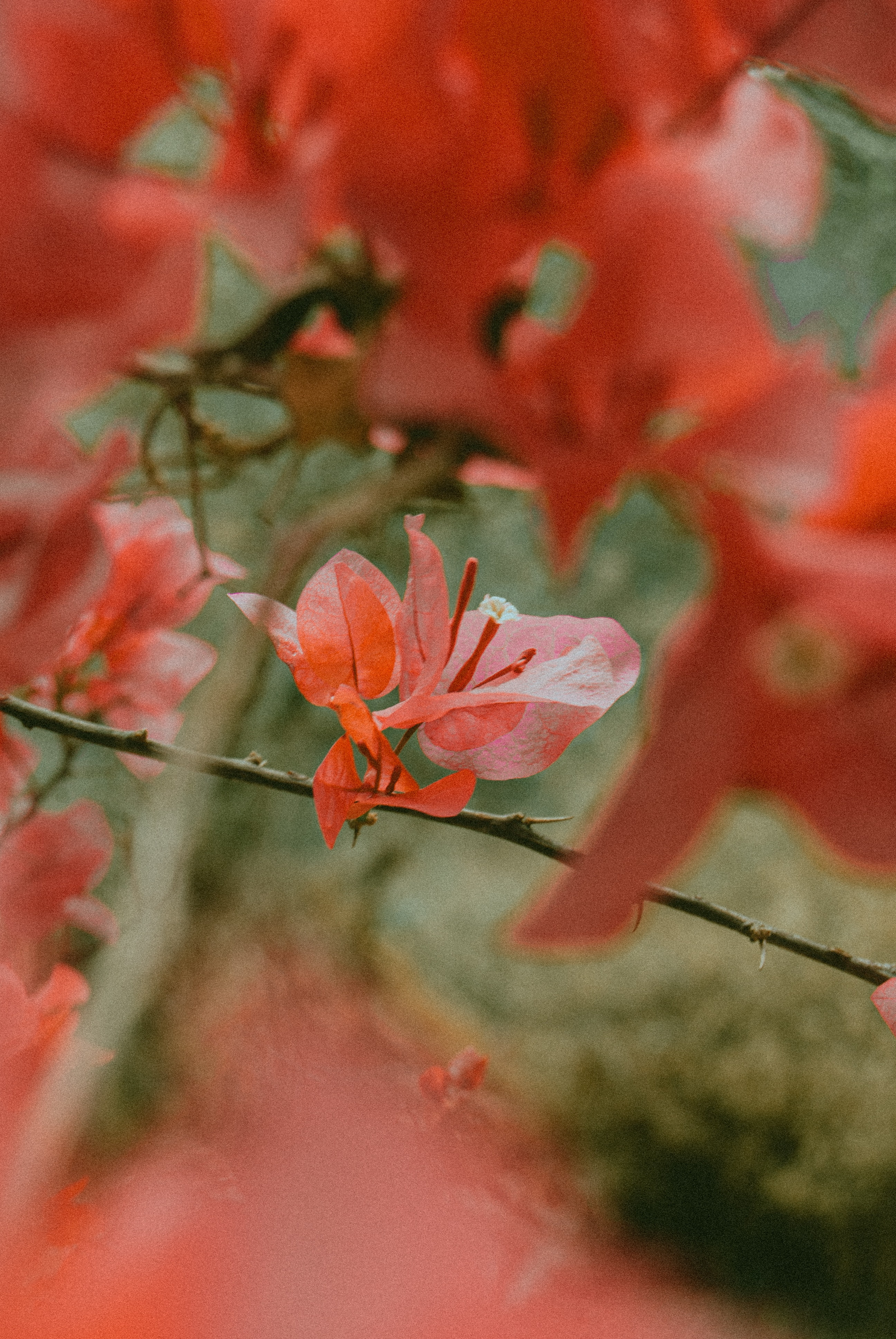
Bugambilia en Tlamaya.

#### Fauna
De acuerdo a entrevistas hechas a los habitantes de Tlamaya, identificación de huellas y excrementos y al estudio faunístico contenido en el Programa de Manejo Reserva de la Biosfera Barranca de Metztitlán, se determinaron las siguientes especies más importantes para el lugar.
Mamíferos
- Zorra Gris (Urocyon cinereoargentus)
- Zorrillo Listado (Mephitis macroura)
- Coyote (Canis latrans)
- Cacomixtle (Bassariscus astutus)
- Ardilla Gris (Sciurus aureogaster)
- Conejo (Sylvilagus cunicularis)
- Alcón (Falco sparverius)
- Gavilán (Vuteo sp.)
- Chipitirrin (Pyrocephalus rubinus)
- Primavera (Turdus grayi)
- Gorrión (Passer sp.)
- Chuparrosa (Hylocharis leucotis)
- Lechucita Excavadora (Athene cunicularia)
- Tecolote Cornudo (Bubo virginianus)
- Águila Real (Aquila crhrysaetos)

Reptiles
- Cascabel (Crotalus atrox)
- Lagartija (Sceloporus variabilis variabilis)

## Economía

### Agricultura
En la región y localidad como actividad principal se práctica la agricultura de temporal sembrando y cosechando una vez al año. Los principales cultivos que se realizan son la siembra de maíz y fríjol. Regularmente los granos cosechados de maíz y fríjol se destinan solamente al autoconsumo. En el caso de Tlamaya, a las orillas del río Amajac se tienen pequeños huertos en donde se producen con riego, aunque en pequeñas cantidades para autoconsumo, maíz, fríjol, hortalizas. 
Esta actividad se práctica en calidad de tercera actividad a través de la plantación y cultivo de árboles forestales para la producción de aguacate negro, zapote negro y amarillo, ciruela o jovo y mango criollo, principalmente.

### Ganadería
Otra de las actividades principales que se llevan a cabo en las partes bajas y montañosas de la región y localidad es la cría de ganado caprino únicamente ya que dicho ganado se adapta a los terrenos montañosos y prefieren el ramoneo en matorrales como los que predominan en los terrenos de Tlamaya. En esta misma localidad también se crián animales para la carga y transporte.

## Demografía
En 2020 registró una población de 106 personas, lo que corresponde al 0.51 % de la población municipal. De los cuales 56 son hombres y 50 son mujeres. Se estima que el 90% de la población de Tlamaya habla el dialecto Otomí y existe un porcentaje considerable de analfabetismo. En el mismo poblado se imparte la instrucción preprimaria y primaria hasta 6.º Año y el total de los habitantes profesa la religión católica.
Demografía por años
| Gráfica de evolución demográfica de Tlamaya entre 1900 y 2020                                |
|                                                                                              |
| Población de los censos y conteos del Instituto Nacional de Estadística y Geografía (INEGI). |

Demografía por Edades
Esta pirámide muestra el rango de habitantes por edades.
| Hombres | Edad   | Mujeres |
| ------- | ------ | ------- |
| 9       | 0-5    | 5       |
| 16      | 6-14   | 13      |
| 25      | 15-59  | 25      |
| 6       | 60-100 | 7       |

## Cultura
Cada año se realiza la feria patronal que toma lugar en Tlamaya. Durante esta feria patronal se realiza la quema de toritos y de castillos pirotécnicos, además de un bailable que tiene lugar toda la noche. 

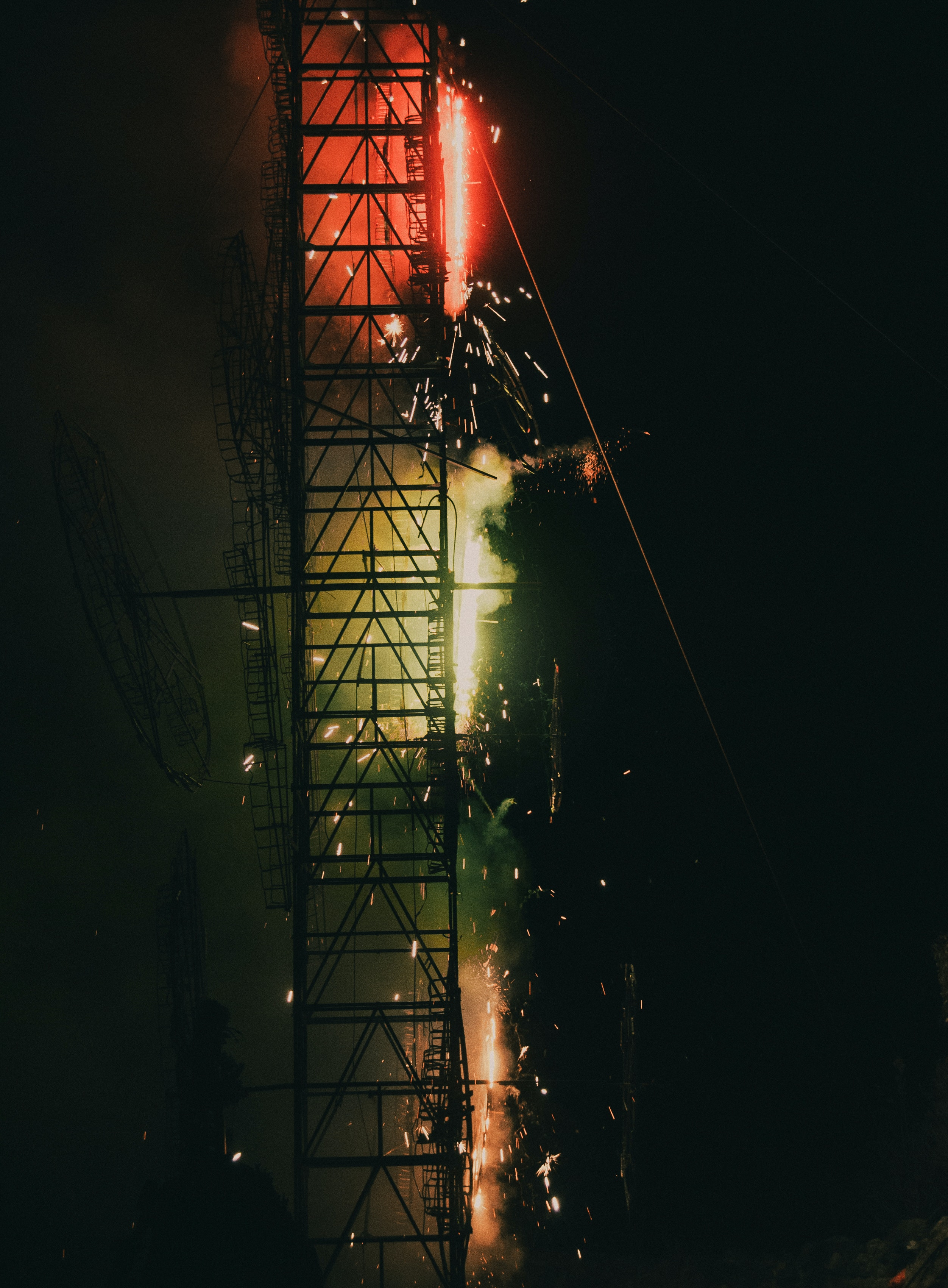
Castillo en la feria patronal.

## Galería de Fotos

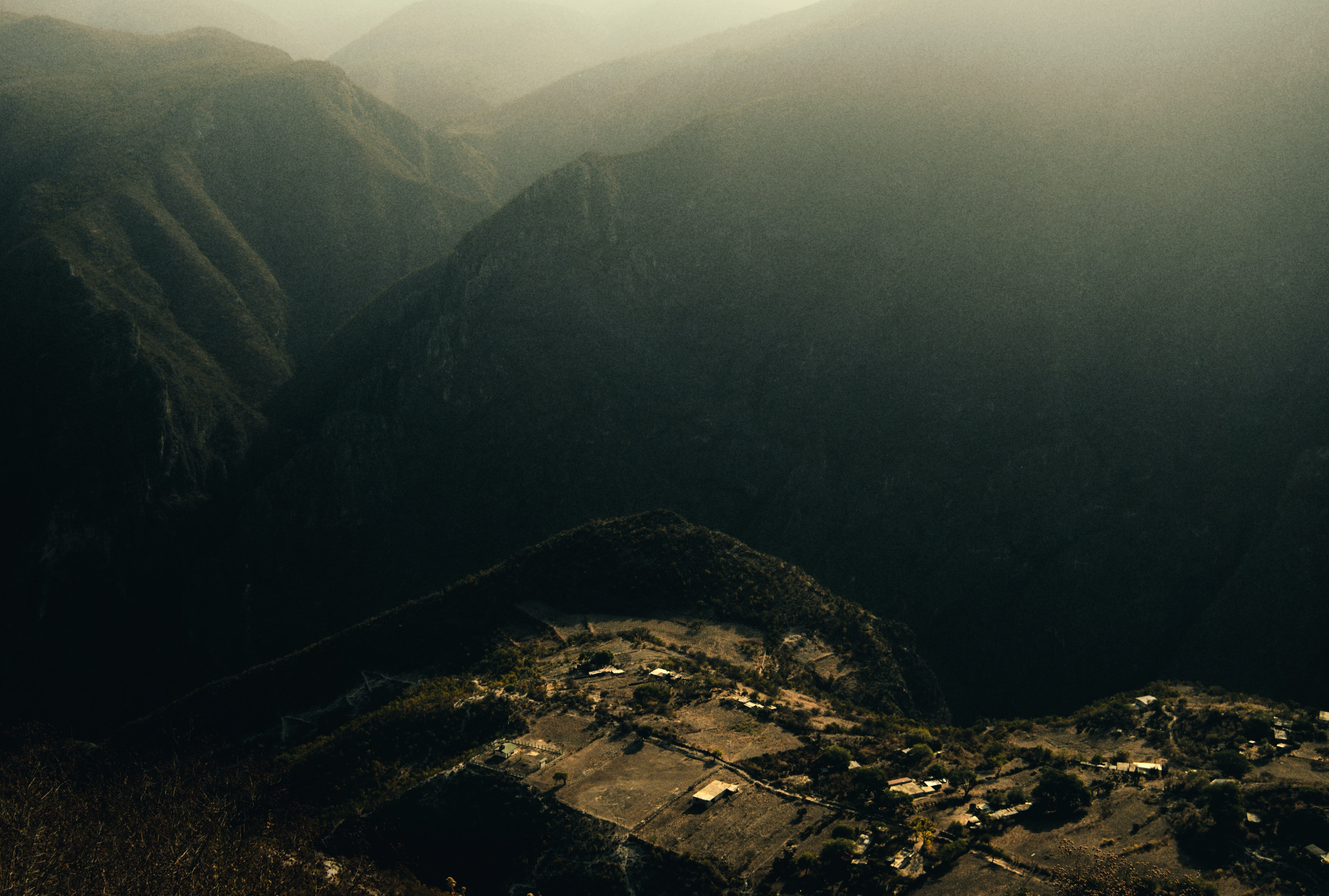
Foto panorámica de Tlamaya
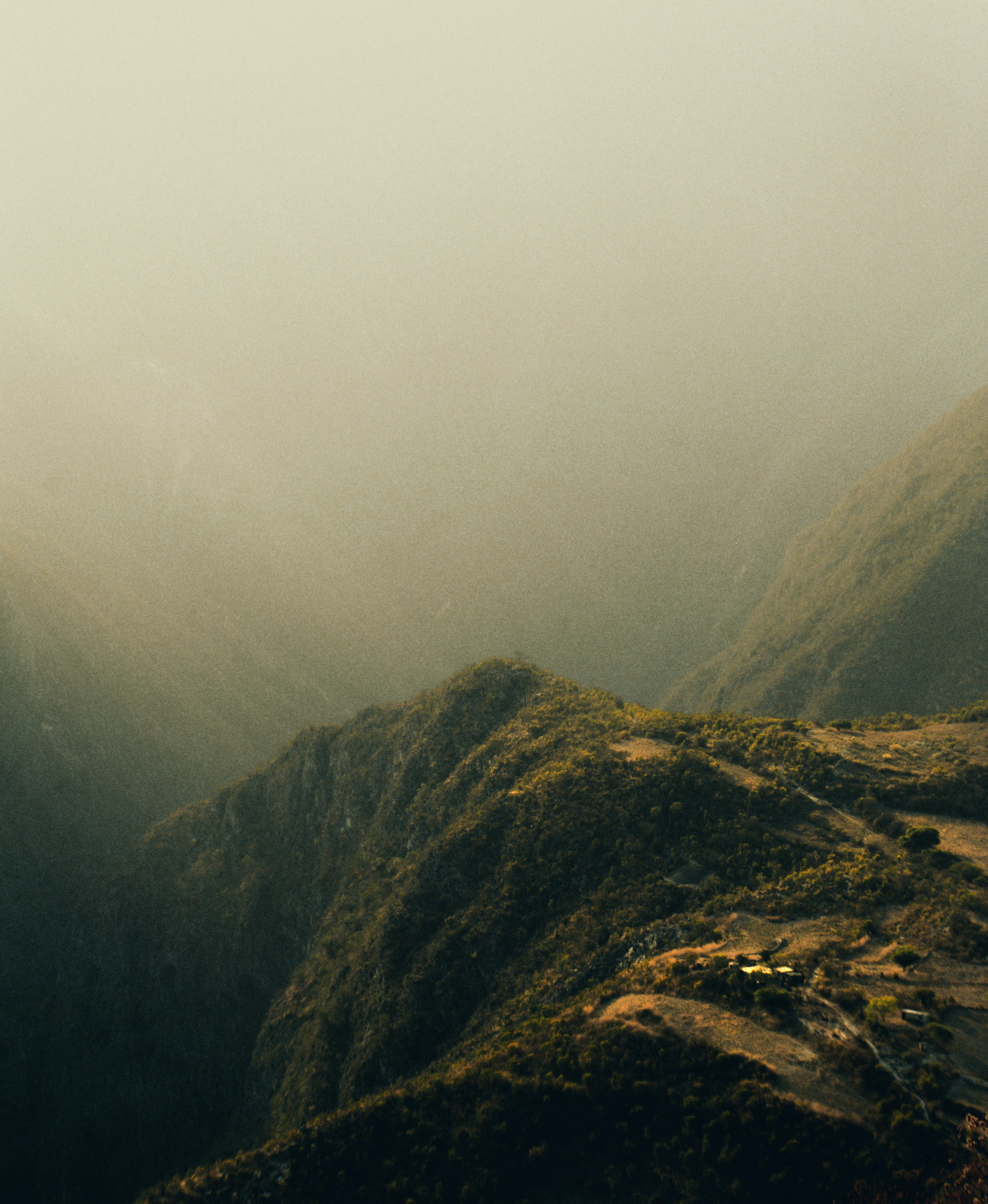
Tlamaya desde arriba
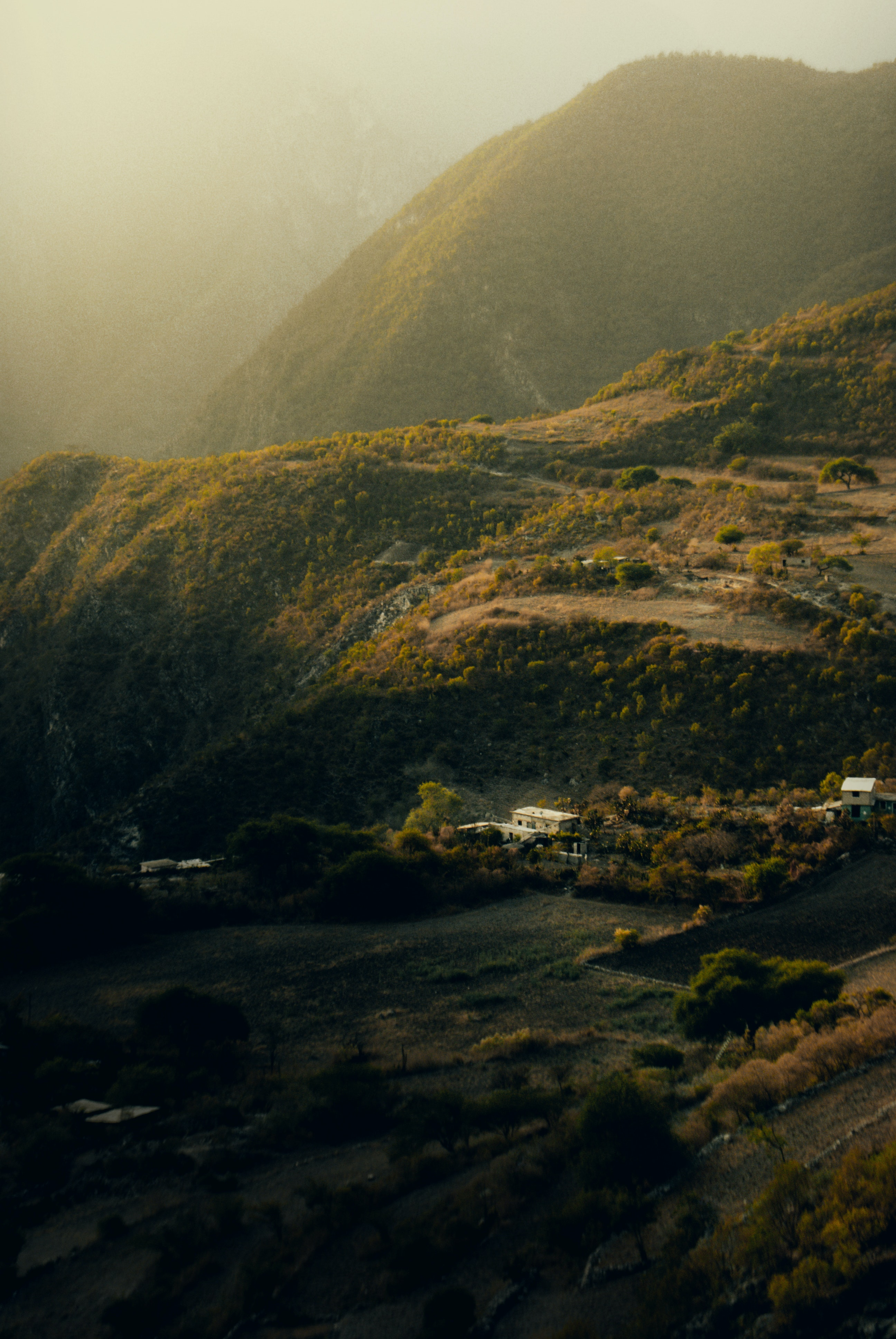
Tlamaya de lado este
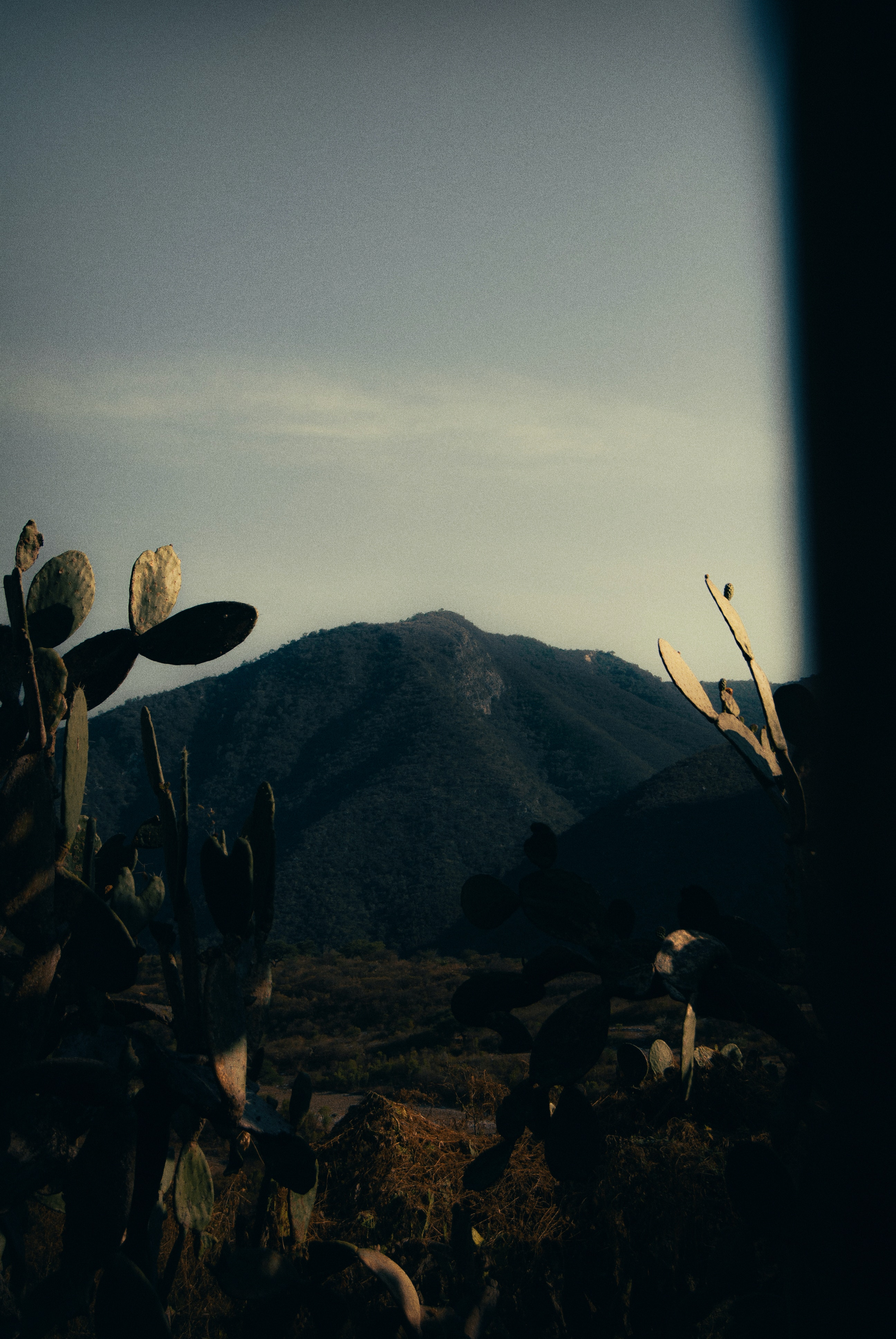
Cerro detrás de El Palmar
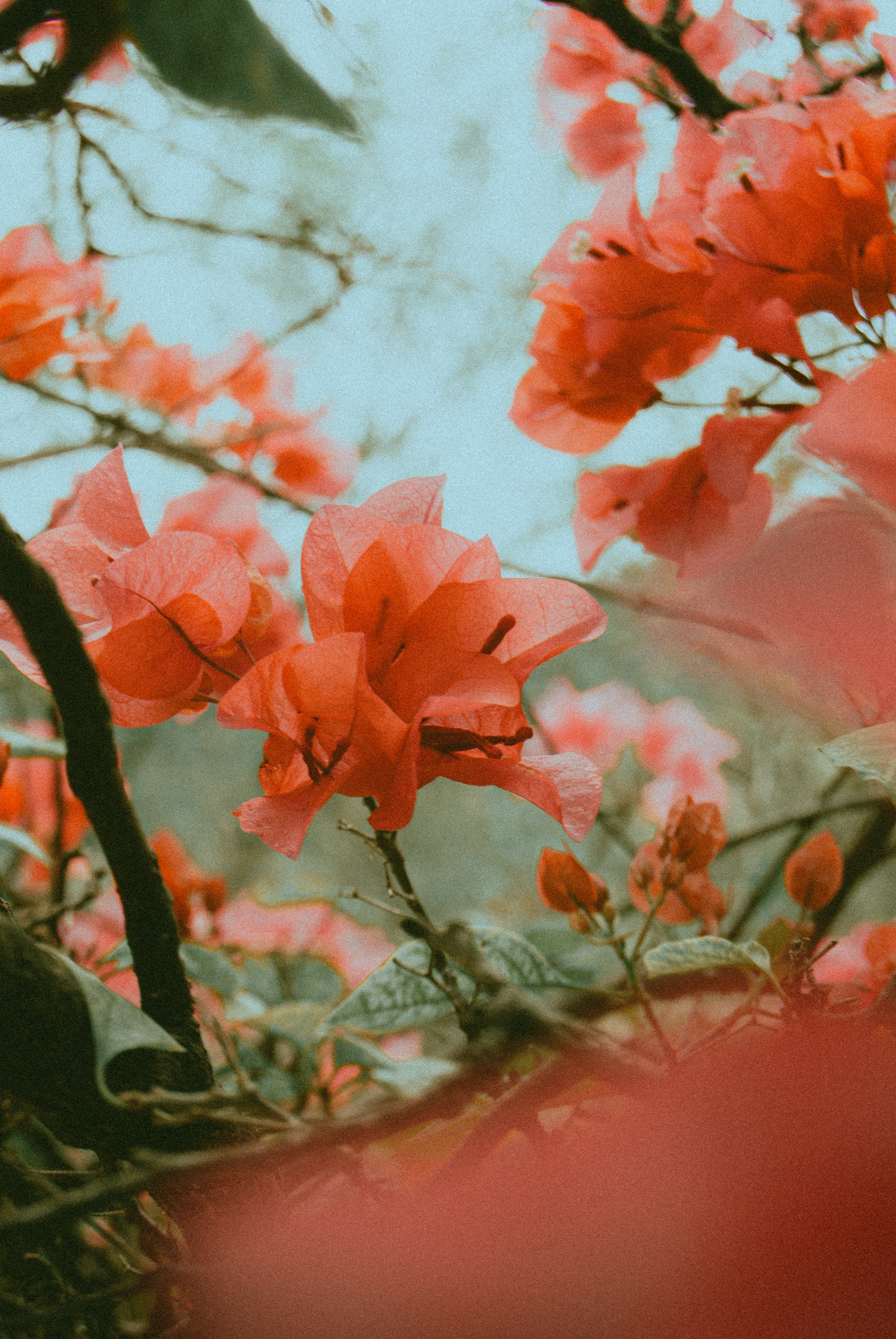
Flora en Tlamaya
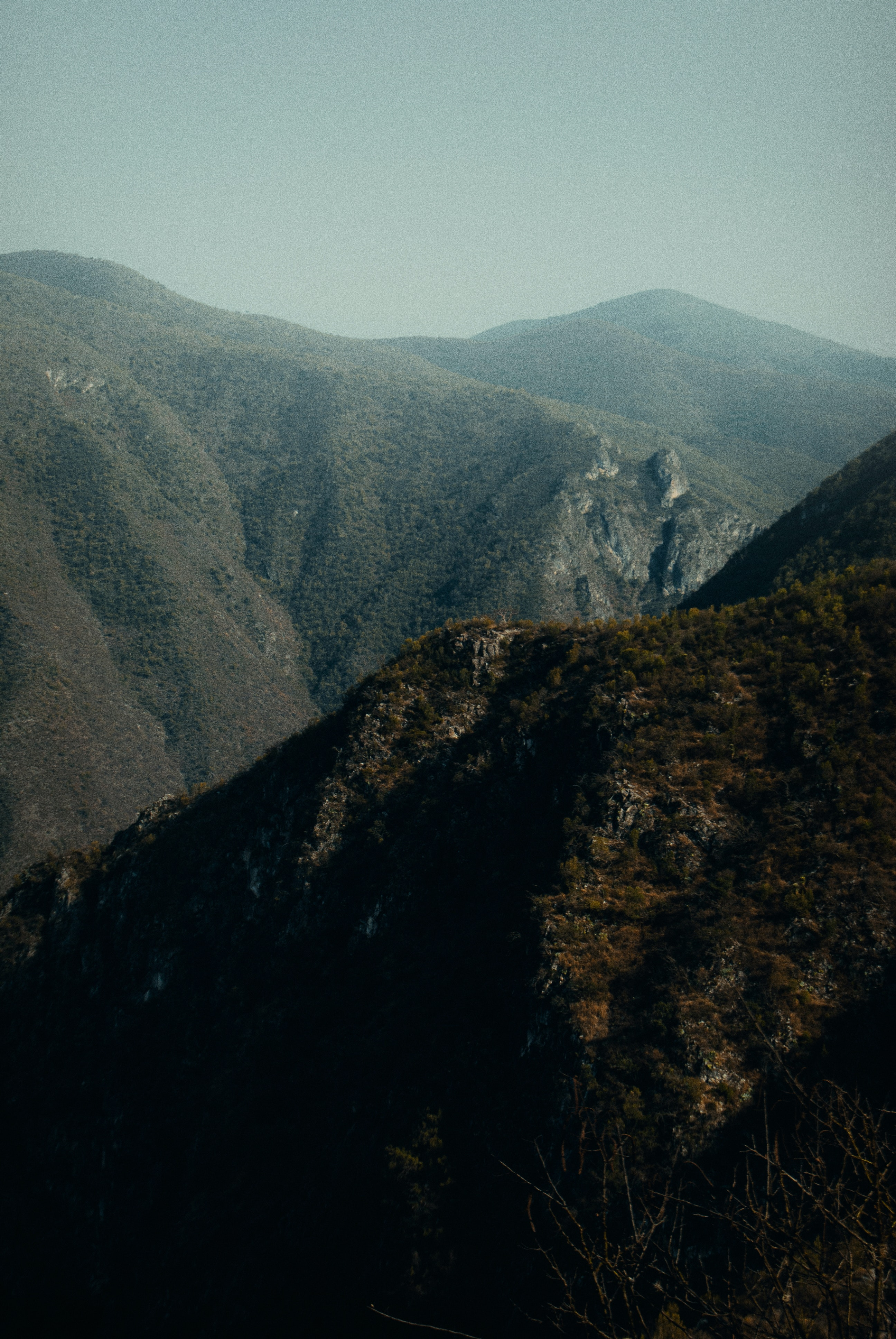
Tlamaya de lado este
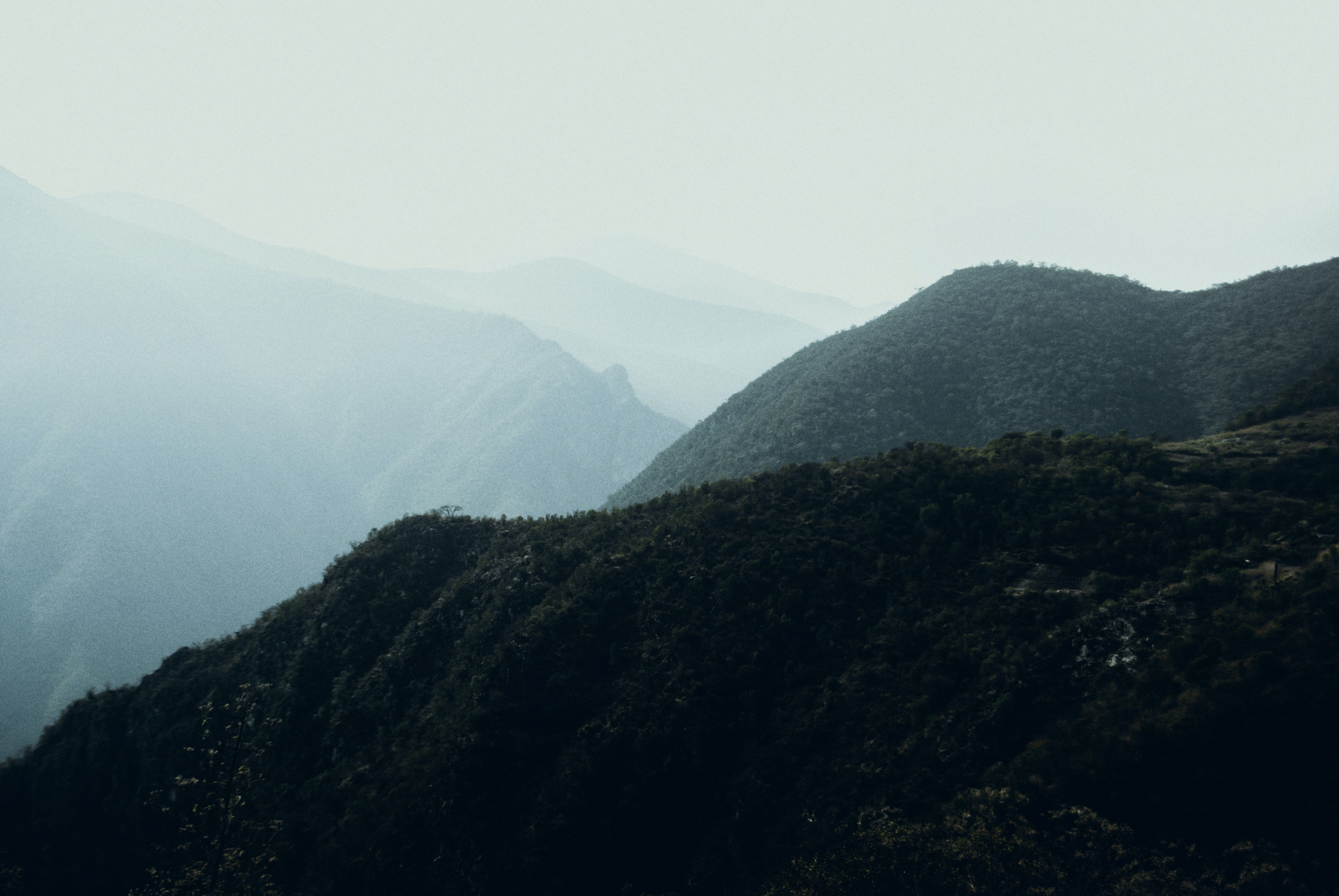
Tlamaya de lado este